# ماريوس فانك
ماريوس فانك (بالألمانية: Marius Funk)‏ (1996 في ألمانيا - ) هو لاعب كرة قدم ألماني في مركز حراسة المرمى. شارك مع منتخب ألمانيا الوطني لكرة القدم تحت 15 سنة ‏ ومنتخب ألمانيا تحت 17 سنة لكرة القدم ومنتخب ألمانيا لكرة القدم تحت 18 سنة ومنتخب ألمانيا تحت 19 سنة لكرة القدم. أما مع النوادي، فقد لعب مع في إف بي شتوتغارت الثاني.

## وصلات خارجية
- ماريوس فانك على موقع الاتحاد الأوربي (الإنجليزية)
- ماريوس فانك على موقع قاعدة بيانات كرة القدم.إي يو (الإنجليزية)
- ماريوس فانك على موقع Soccerway.com (الإنجليزية)
- ماريوس فانك على موقع عالم كرة القدم.نت (الإنجليزية)